# Eschen
Eschen és una localitat del principat de Liechtenstein. A 30 de juny del 2019 tenia 4.459 habitants.